# روزسوخاتتس
روزسوخاتتس (به لاتین: Rozsochatec) یک منطقهٔ مسکونی در جمهوری چک است که در ناحیه هاولیتشکوف برود واقع شده‌است. روزسوخاتتس ۹٫۲۳ کیلومتر مربع مساحت و ۵۱۹ نفر جمعیت دارد و ۴۸۰ متر بالاتر از سطح دریا واقع شده‌است.

## نگارخانه

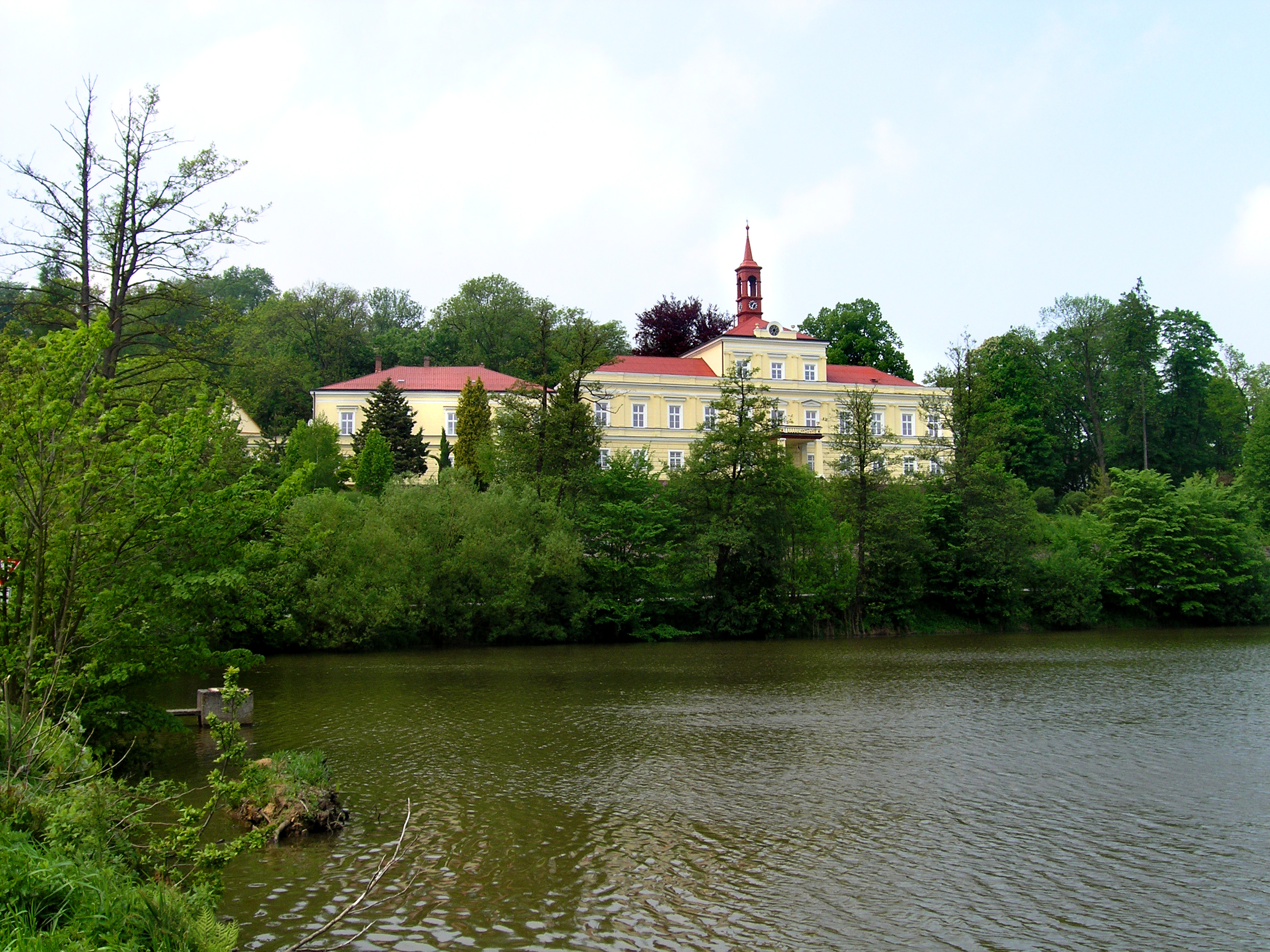
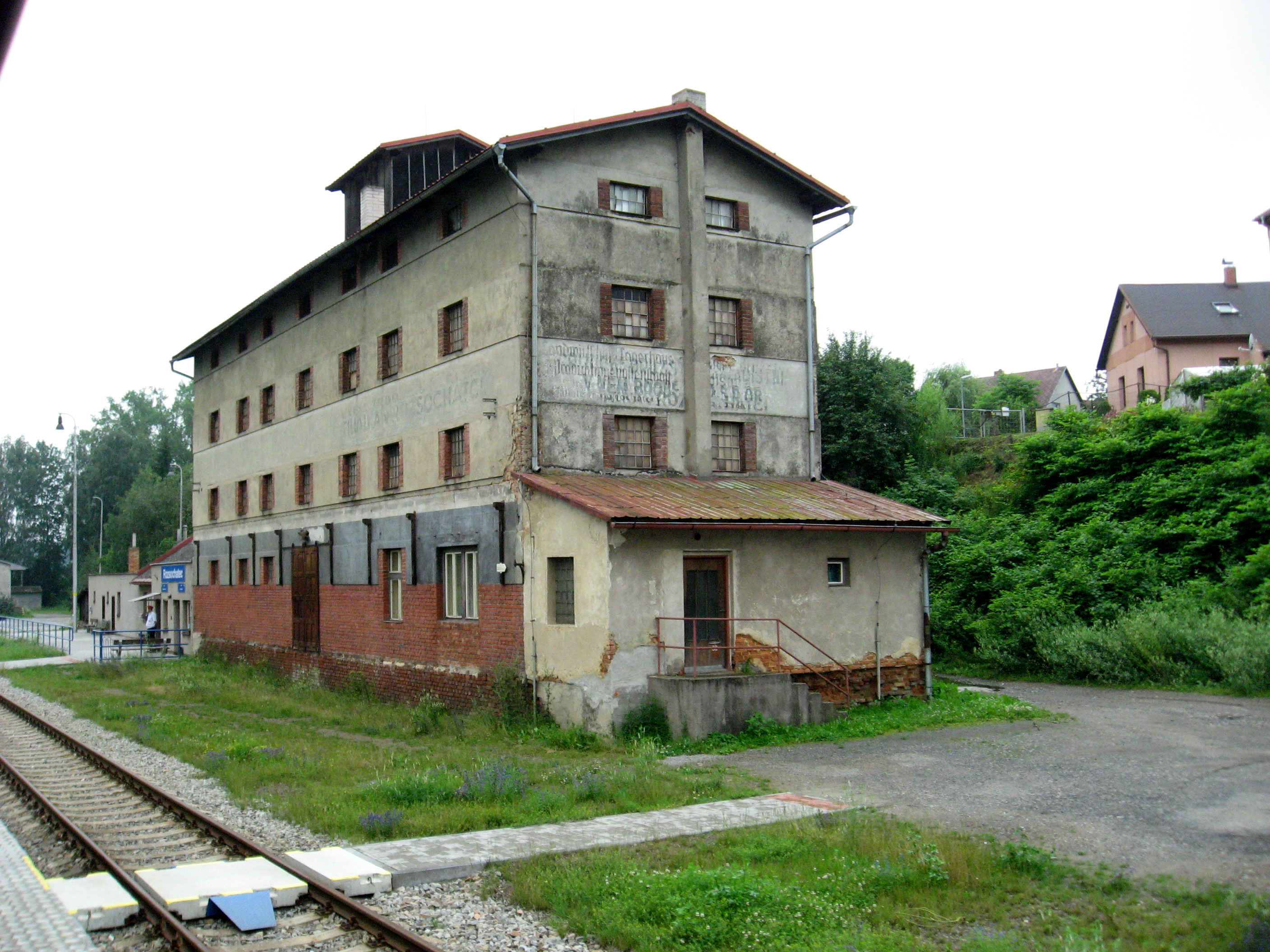